# Aeroport internacional

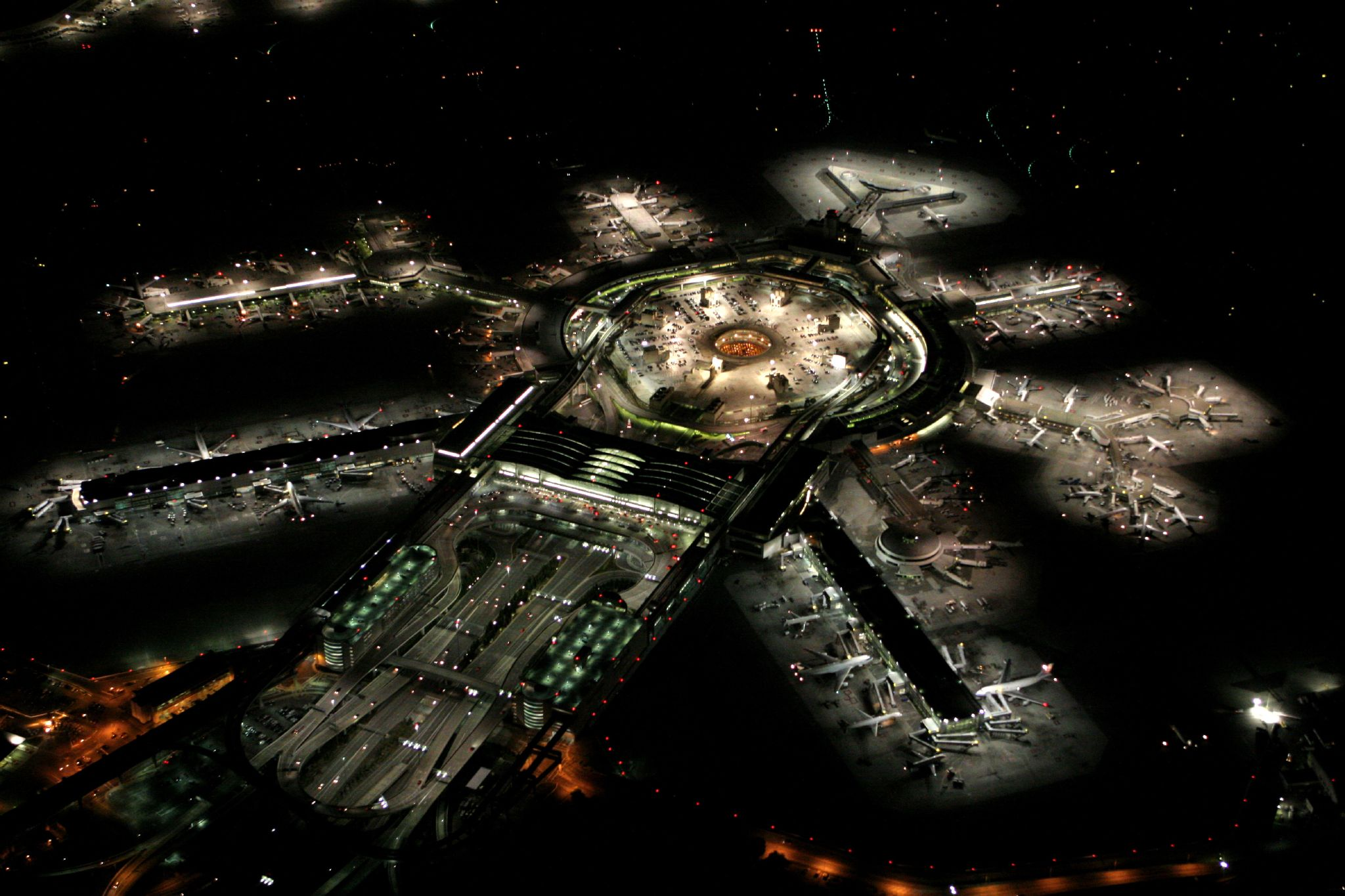
L'Aeroport Internacional de San Francisco a la nit, amb les portes que s'irradien des de l'edifici de la terminal, passarel·les, plataformes, i aeronaus aparcades

Un aeroport internacional és un aeroport amb instal·lacions de duanes i controls fronterers que permet als viatgers viatjar entre països. Els aeroports internacionals solen ser més grans que els aeroports domèstics i sovint presenten pistes d'aterratge més llargues i instal·lacions per allotjar els avions més pesants que s'utilitzen habitualment per a viatges internacionals i intercontinentals. Els aeroports internacionals solen acollir també vols domèstics.
Els edificis, les operacions i la gestió han esdevingut cada cop més sofisticats des de mitjan segle xx, quan els aeroports internacionals van començar a proporcionar infraestructures per a vols civils internacionals. S'han desenvolupat estàndards tècnics detallats per garantir la seguretat i els sistemes comuns de codificació implementats per proporcionar consistència global. Les estructures físiques que donen servei a milions de passatgers i vols individuals es troben entre les més complexes i interconnectades del món. A la segona dècada del segle xxi, hi havia més de 1.200 aeroports internacionals i gairebé dos mil milions de passatgers internacionals juntament amb 50 milions de tones mètriques de càrrega hi passaven cada any.